# Bagolyfecskefélék

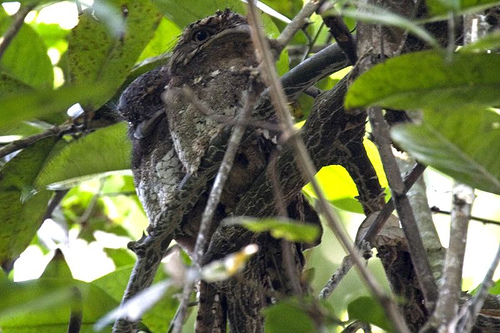
Srí Lankai békaszájú (Batrachostomus moniliger)

A bagolyfecskefélék családja a madarak osztályának lappantyúalakúak (Caprimulgiformes) rendjébe tartozó család.
A Podargus nem három, a Batrachostomus nem kilenc fajjal képviselteti magát. Az előbbiek Ausztráliában és Új-Guineában, az utóbbiak Ázsia trópusi részein, például Indiában honosak.
Nagy, lapított, horgas csőrük van, és hatalmas szájnyílásuk. Rovarokkal táplálkoznak. Gyenge repülők. Éjszaka aktívak, nappal vízszintes testtartásban pihennek faágakon, és tolluk színének köszönhetően beolvadnak a környezetbe. A tojásokat nappal a hím, éjszaka a tojó költi.

## Rendszerezés
A család az alábbi 3 nem és 13 faj tartozik:
- Podargus (Vieillot, 1818) – 3 faj
  - bagolyfecske (Podargus strigoides)
  - óriás-bagolyfecske (Podargus papuensis)
  - márványos bagolyfecske (Podargus ocellatus)

- Batrachostomus (Gould, 1838) – 9 faj
  - óriás-békaszájú (Batrachostomus auritus)
  - Hartlet-békaszájú (Batrachostomus harterti)
  - Fülöp-szigeteki békaszájú (Batrachostomus septimus)
  - maláj békaszájú (Batrachostomus stellatus)
  - Srí Lankai békaszájú (Batrachostomus moniliger)
  - Hodgson-békaszájú (Batrachostomus hodgsoni)
  - rövidfarkú békaszájú (Batrachostomus poliolophus)
  - jávai békaszájú (Batrachostomus javensis)
  - szunda-szigeteki békaszájú (Batrachostomus cornutus)

- Rigidipenna – 1 faj
  - Salamon-szigeteki békaszájú (Rigidipenna inexpectata)